# Widget (jogo eletrônico)
Widget  é um jogo eletrônico lançado pela Atlus em 1992 em NES e 1993 em SNES.

## Widget
O Widget para todos os problemas! Quando Widget acidentalmente envia-se para a Terra, ele encontra um todo planeta cheio de problemas. Felizmente, ele pode se transformar em diversos formatos e lutar contra os criminosos que estão tentando destruir a Terra. Como um canhão, um pássaro, um golfinho, e mais, Widget pode enfrentar esses inimigos e, finalmente, enfrentar o seu próprio gêmeo corrupto. Agora juntar-se a mais perigosa, aventura cheia de acção um Widget jovem já enfrentou!

## Super Widget
Widget explora a nebulosa Horsehead e salva a Terra! Com seu companheiro de confiança, Mega-Brain, ele assume formas para conquistar o ar, a terra e o mar. Somente o Widget pode derrotar as forças que invadem o nosso planeta e se tornam um herói mundial de primeira classe.